# Lijst van voetbalinterlands Japan - Nepal
Deze lijst van voetbalinterlands is een overzicht van alle officiële voetbalwedstrijden tussen de nationale teams van Japan en Nepal. De landen hebben tot op heden vier keer tegen elkaar gespeeld. De eerste ontmoeting, een groepswedstrijd tijdens de Aziatische Spelen 1986, werd gespeeld in Daejeon (Zuid-Korea) op 20 september 1986. Het laatste duel, een groepswedstrijd tijdens de Aziatische Spelen 1998, vond plaats op 1 december 1998 in Trang (Thailand).

## Wedstrijden
| № | Plaats  | Datum             | Competitie             | Wedstrijd     | Uitslag |
| - | ------- | ----------------- | ---------------------- | ------------- | ------- |
| 1 | Daejeon | 20 september 1986 | Aziatische Spelen 1986 | Nepal − Japan | 0 − 5   |
| 2 | Masqat  | 27 maart 1997     | WK 1998 kwalificatie   | Nepal − Japan | 0 − 6   |
| 3 | Tokio   | 25 juni 1997      | WK 1998 kwalificatie   | Japan − Nepal | 3 − 0   |
| 4 | Trang   | 1 december 1998   | Aziatische Spelen 1998 | Nepal − Japan | 0 − 5   |

## Samenvatting
| Competitie        | Totaal gespeeld | Winst Japan | Gelijk | Winst Nepal | Doelsaldo Japan – Nepal |
| ----------------- | --------------- | ----------- | ------ | ----------- | ----------------------- |
| WK-kwalificatie   | 2               | 2           | 0      | 0           | 9 − 0                   |
| Aziatische Spelen | 2               | 2           | 0      | 0           | 10 − 0                  |
| Totaal            | 4               | 4           | 0      | 0           | 19 − 0                  |

JFA · A-Internationals · Selecties · Bondscoaches · Statistieken · Olympisch elftal · Japans vrouwenelftal · Japan U21 · Japan U20 · Japan U19 · Japan U18 · Japan U17
1910 – 1949 · 
1950 – 1959 · 
1960 – 1969 · 
1970 – 1979 · 
1980 – 1989 · 
1990 – 1999 · 
2000 – 2009 · 
2010 – 2019 · 
2020 – 2029
CC 1995 · 
CC 2001 · 
CC 2003 · 
CC 2005
WK 1998 · 
WK 2002 · 
WK 2006 · 
WK 2010 · 
WK 2014 · 
WK 2018
OS 1936 · 
OS 1956 ·
OS 1964 · 
OS 1968 · 
OS 1996 ·
OS 2000 ·
OS 2004 ·
OS 2008 ·
OS 2012 ·
OS 2016 ·
OS 2020
1917 · 
1918 · 1919 · 
1921 · 
1922 · 
1923 · 
1924 · 
1925 · 
1926 · 
1927 · 
1928 · 1929 · 
1930 · 
1931 · 1932 · 1933 · 
1934 · 
1935 · 
1936 · 
1937 · 1938 · 
1939 · 
1940 · 
1941 · 
1942 · 
1943 – 1950 · 
1951 · 
1952 · 1953 · 
1954 · 
1955 · 
1956 · 
1957 · 
1958 · 
1959 · 
1960 · 
1961 · 
1962 · 
1963 · 
1964 · 
1965 · 
1966 · 
1967 · 
1968 · 
1969 · 
1970 · 
1971 · 
1972 · 
1973 · 
1974 · 
1975 · 
1976 · 
1977 · 
1978 · 
1979 · 
1980 · 
1981 · 
1982 · 
1983 · 
1984 · 
1985 · 
1986 · 
1987 · 
1988 · 
1989 · 
1990 · 
1991 · 
1992 · 
1993 · 
1994 · 
1995 · 
1996 · 
1997 · 
1998 · 
1999 · 
2000 · 
2001 · 
2002 · 
2003 · 
2004 · 
2005 · 
2006 · 
2007 · 
2008 · 
2009 · 
2010 · 
2011 · 
2012 · 
2013 · 
2014 · 
2015 ·
2016 ·
2017 ·
2018 ·
2019 ·
2020 ·
2021 ·
2022
Afghanistan ·
Angola ·
Argentinië ·
Australië ·
Azerbeidzjan · 
Bahrein ·
Bangladesh ·
België ·
Bolivia ·
Bosnië en Herzegovina ·
Brazilië ·
Brunei ·
Bulgarije ·
Cambodja ·
Canada ·
Chili ·
China ·
Colombia ·
Costa Rica ·
Cyprus ·
Denemarken ·
Duitsland ·
Ecuador ·
Egypte ·
El Salvador ·
Engeland ·
Filipijnen ·
Finland ·
Frankrijk ·
Ghana ·
Griekenland ·
Guatemala ·
Haïti ·
Honduras ·
Hongarije ·
Hongkong ·
IJsland ·
India ·
Indonesië ·
Irak ·
Iran ·
Israël ·
Italië ·
Ivoorkust ·
Jamaica ·
Jemen ·
Joegoslavië ·
Jordanië ·
Kameroen ·
Kazachstan ·
Kirgizië ·
Koeweit ·
Kroatië ·
Letland ·
Luxemburg ·
Macau ·
Maleisië ·
Mali ·
Malta ·
Mexico ·
Mongolië ·
Montenegro ·
Myanmar ·
Nederland ·
Nepal ·
Nieuw-Zeeland ·
Nigeria ·
Noord-Korea ·
Noorwegen ·
Oekraïne ·
Oezbekistan ·
Oman ·
Oostenrijk ·
Pakistan ·
Palestina ·
Panama ·
Paraguay ·
Peru ·
Polen ·
Qatar ·
Roemenië ·
Rusland ·
Saoedi-Arabië ·
Schotland ·
Senegal ·
Servië ·
Servië en Montenegro ·
Singapore ·
Slowakije ·
Sovjet-Unie ·
Spanje ·
Sri Lanka ·
Syrië ·
Tadzjikistan ·
Taiwan ·
Thailand ·
Togo ·
Trinidad en Tobago ·
Tsjechië ·
Tunesië ·
Turkije ·
Turkmenistan ·
Uruguay ·
Venezuela ·
Verenigde Arabische Emiraten ·
Verenigde Staten ·
Vietnam ·
Wales ·
Wit-Rusland ·
Zambia ·
Zuid-Afrika ·
Zuid-Jemen ·
Zuid-Korea ·
Zuid-Vietnam ·
Zweden ·
Zwitserland
Australië (2006) · 
Brazilië (2006) · 
België (2018) · 
Colombia (2014) · 
Colombia (2018) ·
Denemarken (2010) ·
Duitsland (2022) · 
Frankrijk (2001) · 
Griekenland (2014) · 
Ivoorkust (2014) · 
Kameroen (2010) · 
Kroatië (2006) · 
Nederland (2010) ·
Polen (2018) ·
Senegal (2018) ·
Spanje (2022)
ANFA · A-internationals · Nepalees vrouwenelftal
1972 – 1989 ·
1990 – 1999 ·
2000 – 2009 ·
2010 – 2019 ·
2020 – 2029
Afghanistan ·
Algerije ·
Australië ·
Bahrein ·
Bangladesh ·
Bhutan ·
Brunei ·
Cambodja ·
China ·
Filipijnen ·
Hongkong ·
India ·
Indonesië ·
Irak ·
Iran ·
Japan ·
Jemen ·
Jordanië ·
Kazachstan ·
Kirgizië ·
Koeweit ·
Laos ·
Macau ·
Malediven ·
Maleisië ·
Mauritius ·
Myanmar ·
Noord-Korea ·
Oman ·
Oost-Timor ·
Pakistan ·
Palestina ·
Saoedi-Arabië · 
Singapore ·
Sri Lanka ·
Syrië ·
Tadzjikistan · 
Taiwan ·
Thailand · 
Turkmenistan ·
Verenigde Arabische Emiraten ·
Vietnam ·
Zuid-Korea